# Araeoncus clavatus
Araeoncus clavatus là một loài nhện trong họ Linyphiidae.
Loài này thuộc chi Araeoncus. Araeoncus clavatus được Andrei V. Tanasevitch miêu tả năm 1987.